# 中路铺镇
中路铺镇，位于湖南省湘潭县东南部，东与株洲县毗邻，南接茶恩寺镇白石乡，西与花石、射埠镇相邻，北靠谭家山镇长岭铺。因位于湘潭和衡阳驿道中点，古有驿站，故名中路铺。原为中路铺区（辖中路铺镇、柱塘铺、荷塘、白石铺、茶恩寺、马家堰等乡镇）；1995年撤区并乡建镇时，原柱塘、中路铺、荷塘、石潭坝四个乡镇合并为新的中路铺镇。
邮政编码：411232。镇政府位于107国道1702千米处。辖39个行政村，1个居委会，594个村民小组，10个居民小组。辖区面积183.6平方公里，为全县面积最大的镇。58770亩耕地中，水田占53456亩 。盛产湘莲、大米、生猪，中路铺药糖也小有名气。生猪、湘莲、油茶、黑山羊等商品生产基地已有一定发展。该镇矽砂储藏量大，生产的水玻璃全省闻名。 
中路铺镇惟一的高中——湘潭县五中位于凤形村，是省级示范性普通高中。湘潭县第三人民医院位于中路铺镇北街。

## 行政区划
中路铺镇下辖以下村级行政区划单位
凤形社区、火口村、竹冲村、贺塘村、白泉村、柱塘村、柳桥村、傩塘村、南冲村、凤形山村、中云村、茅塘村、金银村、田垅村、杨家湾村、潭湖村、双云村、碧云村、双江坝村、中路铺村、荷塘村、天螺村、石狮村、佛祖岭村、拗才村、水口桥村、上田冲村、响鼓村、太坪村、银泉村、金石村、卫星村、蛇形村、菱角村、群力村、永红村、大湾桥村、枧桥村、中南村和桃树村。